# Le Conte du vieux talute
Pour plus de détails, voir Fiche technique et Distribution.
Le Conte du vieux talute est un film muet de Georges Méliès sorti en 1910.

## Fiche technique
- Réalisation, scénario et producteur : Georges Méliès
- Société de production : Star Film
- Pays d'origine : France
- Format : Muet - Noir et blanc
- Année de sortie : 1910